# Partido Galeguista Nacionalista
El Partido Galeguista Nacionalista (Partido Galleguista Nacionalista) fue un partido nacionalista gallego.
Fue fundado en 1984, tras la decisión del Partido Galeguista de integrarse en Coalición Galega. Un grupo de cincuenta militantes liderados por Ramón Martínez López y Manuel Beiras disconformes con la decisión  decidieron organizar un nuevo partido galleguista. No concurrieron ni a las elecciones al Parlamento de Galicia de 1985 ni a las generales de 1986. En las Elecciones al Parlamento Europeo de 1987 concurrieron en coalición con el Partido Nacionalista Vasco, como Unión Europeísta. La coalición obtuvo en Galicia 5.322 votos (0,43% de los votos en Galicia).
En 1988 se unen al PNG para formar el Partido Nacionalista Galego-Partido Galeguista.